# Motto (タンポポの曲)
「Motto」（モット）は、タンポポの2枚目のシングル。1999年3月10日に発売された。

## 概要
初回仕様特典にはトレーディングカードが封入されている。
テレビ東京系列『アイドルをさがせ!』オープニングテーマ。

## 収録曲
全作詞・作曲：つんく
1. Motto - (4:50) 
編曲：河野伸
2. 愛の唄 - (4:57)
編曲：小西貴雄
3. Motto (Instrumental) - (4:49)

## 参加ミュージシャン
Motto
- ボーカル&コーラス&ボイス：タンポポ
- ドラム：CHRIS PARKER
- ベース：WILL LEE
- ギター：HIRAM BULLOCK
- パーカッション：BASHIRI JOHNSON
- キーボード&プログラミング：河野伸
- ターンテーブル：SEAN C
- アディショナルコーラス：つんく
- プロツールスシステム：内門幸司

愛の唄
- ボーカル&コーラス&リーディング：タンポポ
- ウーリッツァー：島健
- プログラミング：小西貴雄
- ギター：西川進
- マニピュレータ：勝浦剛